# An Old-Fashioned Christmas
An Old-Fashioned Christmas – dwunasty studyjny album w dyskografii duetu The Carpenters. Ukazał się nakładem wytwórni A&M Records w 1984 r. pod numerem katalogowym SP 5172. Wydany w rok po śmierci wokalistki Karen Carpenter album jest zbiorem niewykorzystanych w poprzednim albumie bożonarodzeniowym Christmas Portrait utworów  ponownie opracowanych przez Richarda Carpentera. Najwyższą pozycją jaką zajmował album na amerykańskiej liście Billboard 200 było miejsce 190.

## Lista utworów
Strona A
1. „It Came Upon the Midnight Clear” (Edmund Hamilton Sears, Richard Storrs Willis) – 0:43
2. Overture – 8:14
  1. „Happy Holiday” (Irving Berlin)
  2. „The First Nowell”  Trad. staroangielska kolęda)
  3. „March of the Toys” (Victor Herbert)
  4. „Little Jesus” (P.D., z Oxfordzkiej Księgi Kolęd)
  5. „I Saw Mommy Kissing Santa Claus” (Thomas Conner)
  6. „O Little Town of Bethlehem” (P.D., L.H. Redner)
  7. „In dulci jubilo” (P.D., XIV wieczna melodia germańska, P. Brooks)
  8. „Gesù bambino” (Pietra A. Yon)
  9. „Angels We Have Heard on High” (P.D., Trad. kolęda francuska)
3. „An Old-Fashioned Christmas” (John Bettis, Richard Carpenter) – 2:14
4. „O Holy Night” (Adolphe Adam, John Sullivan Dwight) – 3:10
5. „(There's No Place Like) Home for the Holidays” (Al Stillman, Robert Allen) – 2:36
6. Medley – 3:43*
  1. „Here Comes Santa Claus” (Gene Autry, Oakley Haldeman)
  2. „Frosty the Snowman” (Steve Nelson, Jack Rollins)
  3. „Rudolph the Red-Nosed Reindeer” (Johnny Marks)
  4. „Good King Wenceslas” (P.D., John Mason Neale)
7. „Little Altar Boy” (Howlett Peter Smith) – 3:43

Strona B
1. „Do You Hear What I Hear?” (Gloria Shayne, Noel Regney) – 2:53
2. „My Favorite Things” (Richard Rodgers, Oscar Hammerstein II) – 3:54
3. „He Came Here for Me” (Ron Nelson) – 2:12
4. „Santa Claus Is Comin' to Town” (Haven Gillespie, J. Fred Coots) – 4:04
5. „What Are You Doing New Year's Eve?” (Frank Loesser) – 2:51
6. Selections from The Nutcracker – 6:14*
  1. „Overture Miniature” (Pyotr Ilyich Tchaikovsky)
  2. „Dance of the Sugar Plum Fairy” (Tchaikovsky)
  3. „Trepak” (Tchaikovsky)
  4. „Valse Des Fleurs” (Tchaikovsky)
7. „I Heard the Bells on Christmas Day” (Henry Wadsworth Longfellow, Johnny Marks) – 2:21